# Neuromancien
Neuromancien (titre original : Neuromancer) est le premier roman de science-fiction de William Gibson. Publié en 1984, il est généralement considéré comme le roman fondateur du mouvement cyberpunk, ayant inspiré bon nombre d'œuvres telles que le manga Ghost in the Shell et le film Matrix. Il a notamment remporté le prix Nebula du meilleur roman 1984.
Il est suivi par Comte Zéro (1986) et Mona Lisa s'éclate (1988).

## Historique de la publication
À la fin de 1981, Gibson est un jeune auteur qui n'a publié que quatre nouvelles. Il attire cependant l'attention du milieu SF avec la nomination de Johnny Mnemonic pour le prix Nebula en 1981. Gibson obtient le soutien de l'éditeur Terry Carr, qui a publié sa nouvelle The Gernsback Continuum dans l'anthologie Universe, et qui propose à Gibson de publier un roman. Gibson lui soumet en octobre 1981 un court synopsis sous le titre provisoire Jacked In («câblé»). À la même période, Gibson présente sa nouvelle Gravé sur chrome, dans laquelle il invente le concept de Cyberespace. En 1982, Gibson débute l'écriture de Neuromancien, bien qu'il ne se sent pas prêt pour l'écriture d'une œuvre longue. Poussé par une «panique animale», il combine le personnage de Molly apparu dans  Johnny Mnemonic avec la trame narrative de Gravé sur chrome. Tout en s'occupant de son fils nouveau-né, Gibson termine son roman en 1983, en dépassant de six mois le délai imparti. Le livre sort chez Ace Books le 1er juillet 1984.
William Gibson a ajouté la dernière phrase du roman à la dernière minute, dans une tentative délibérée de s'empêcher d'écrire une suite, mais a fini par le faire précisément avec Comte Zéro (1986).

## Contexte fictionnel
Neuromancien présente une dystopie de type cyberpunk : un monde futuriste où règne le capitalisme le plus débridé, gouverné par des mégacorporations et où les drogues de synthèse et les augmentations physiques (cybernétiques) sont omniprésentes.
Dans cet univers, les « cowboys » du cyberespace (des pirates informatiques) se connectent au réseau informatique global, surnommé la « Matrice » (the matrix en VO), grâce à leur console à laquelle ils sont reliés par des électrodes fixées sur le crâne, ce qui leur permet d'avoir une perception visuelle et sensorielle des données numériques qui composent la Matrice.
Les cowboys, en perpétuelle quête d'informations à monnayer au plus offrant, s'infiltrent incognito dans les banques de données des grandes corporations en exploitant leurs failles. Mais la police de Turing veille, ainsi que les Intelligences artificielles (IA), utilisées pour protéger les données sensibles des corporations de la main avide des pirates ; tout comme la « Glace », des programmes pare-feu qui peuvent être d'un danger mortel pour les cowboys assez fous pour tenter de passer au travers, ou de les contourner.

## Résumé
Dans la Conurb, la plus grande mégalopole du monde située en Amérique du Nord, Henry Dorsett Case est un « cowboy » du cyberespace, un hacker qui sillonne la Matrice. Il est le meilleur et rien ne lui résiste. Mais un jour, étant trop gourmand, il décide de doubler son employeur. Celui-ci, en représailles, lui injecte une mycotoxine russe qui détruit de manière sélective une partie de son système nerveux, celle qui est reliée aux « trodes » (les électrodes de sa console informatique). Case perd alors toute capacité à se connecter à la Matrice : pour lui, tout est perdu, il n'est plus rien...
Aussi, lorsqu'un jour Armitage, un homme mystérieux au passé trouble mais apparemment influent, et Molly, une mercenaire dangereuse dont les yeux ont été remplacés par des implants oculaires, le retrouvent à Chiba au Japon et proposent de lui redonner accès à la Matrice, Case accepte sans hésiter. Mais sa mission est risquée : il s'agit de pénétrer le système informatique d'une gigantesque multinationale suisse, la Tessier-Ashpool SA, ce qu'il fera avec l'aide du mystérieux Muetdhiver.

## Personnages

### Personnages principaux
- Case (Henry Dorsett Case) : un ancien hacker, spécialiste de l'intrusion dans les systèmes informatiques via le cyberespace. Après avoir trompé un client, il a été puni en voyant son système nerveux endommagé à l'aide d'une mycotoxine russe, ce qui l'empêche d'accéder au cyberespace. Il accepte la mission d'Armitage, car on lui propose de réparer les dommages subis.
- Molly (Molly Millions) : une tueuse à gages et ancienne prostituée, qui porte diverses modifications corporelles (cyberware), telles que des lentilles intégrées à sa peau avec amplificateur de lumière résiduelle, et des lames de scalpel rétractables sous ses ongles. Son ancien amour fut Johnny (Johnny Mnemonic), un coursier de données tué par les Yakuzas.
- Willis Corto, alias Armitage : un ancien officier des forces spéciales, qui a pu être physiquement rétabli après une mission ratée, mais qui est psychologiquement instable. Il se présente au début de la mission comme le commanditaire direct, mais il s'avère qu'il n'est qu'une marionnette de Wintermute.
- McCoy Pauley, alias « Dixie le Trait-plat » (« Dixie Flatline » en VO)
- Peter Riviera : il est originaire de Bonn, ancienne capitale allemande détruite par des bombes atomiques. Manipulateur et toxicomane, il maîtrise la technique de projection d'hologrammes.

### Personnages secondaires
- Julius « Julie » Deane
- Linda Lee
- Le Finlandais (« The Finn » en VO) : un receleur. Ses contacts professionnels et son talent pour se procurer des logiciels sensibles sont déterminants pour sa bonne réputation.
- Lady 3Jane / Marie-France Tessier-Ashpool
- Maelcum
- Hideo

### Les intelligences articifielles
- Muetdhiver (« Wintermute » en VO) : une intelligence artificielle basée à Berne qui dirige un groupe de personnes afin de pouvoir s'unir à son jumeau Neuromancer et ainsi dépasser les limites de ses paramètres programmés..
- Neuromancien (« Neuromancer » en VO) : une intelligence artificielle basée à Rio, la contrepartie de Wintermute. Même si le personnage de Neuromancien est décrit de manière assez succincte dans le livre, il représente la principale motivation de toutes les actions des autres personnages.

## À propos du titre
Le terme « Neuromancien » est une variation du mot « nécromancien », », un magicien qui pratique la nécromancie, c'est-à-dire la divination par l'évocation des morts :
- neuro- : « nerfs », intelligence (artificielle)
- mancien : « prédire l'avenir », par extension, la magie.

Gibson définit le terme original Neuromancer comme un mot-valise basé sur « neuro », « romancer » et « necromancer » où lui-même apparaît en trompe-l'œil comme le narrateur qui renouvelle les genres littéraires dans ce pastiche d'anticipation futuriste.

## Inspirations
Le roman de Philip K. Dick Les androïdes rêvent-ils de moutons électriques ? et son adaptation au cinéma, le film Blade Runner de Ridley Scott sorti en 1982, ont influencé William Gibson pendant l'écriture de son roman,.

## Récompenses
- Prix Philip-K.-Dick du meilleur roman 1984
- Prix Nebula du meilleur roman 1984
- Prix Hugo du meilleur roman 1985
- Prix Tähtivaeltaja pour la traduction finnoise du roman 1992

## Éditions
- Neuromancer, Ace Books, 1er juillet 1984, 271 p.  (ISBN 0-441-56956-0)
- Neuromancien, La Découverte, coll. « Fictions », 14 novembre 1985, trad. Jean Bonnefoy, 300 p.  (ISBN 2-7071-1562-2)
- Neuromancien, J'ai lu coll. « Science-fiction » no 2325, janvier 1988, trad. Jean Bonnefoy, 319 p.  (ISBN 2-277-22325-5)
- Neuromancien, France Loisirs, août 2000, trad. Jean Bonnefoy, 350 p.  (ISBN 2-7441-3915-7)
- Neuromancien, Au diable vauvert, 1er octobre 2020, trad. Laurent Queyssi, 438 p.  (ISBN 979-10-307-0365-8)

## Un classique de la science-fiction
Ce roman est considéré comme un classique de la science-fiction dans les ouvrages de référence suivants :
- La Bibliothèque idéale de la SF, Albin Michel, 1988 ;
- Enquête du Fanzine Carnage mondain auprès de ses lecteurs, 1989 ;
- Stan Barets, Le science-fictionnaire, Denoël, coll. « Présence du futur », 1994 ;
- Bibliothèque idéale du webzine Cafard cosmique.
- Passeport pour les étoiles, guide de lecture, Francis Valery, Denoël, 2000.

## Adaptations

### Adaptation en jeu vidéo
Dans les années 1985-1987, Timothy Leary travaille sur une adapation de Neuromancien en jeu vidéo intitulé Neuromancer: An Electronic Mind Movie, , sous contrat avec Electronic Arts. Leary prévoit des visuels conçus par Keith Haring (dessinés avec le logiciel MacPaint), des photographies de Helmut Newton, une bande-son composée par Devo, et la participation de William S. Burroughs à l'écriture,. Le projet de Leary n'est pas réalisé sous cette forme, mais est repris par le concepteur de jeux Brian Fargo, ami de Leary et fondateur d'Interplay Productions. L'adaptation en jeu vidéo développée par Interplay est publiée en 1988 par Mediagenic (une branche d'Activision). Le jeu sort sur les plateformes Amiga, Apple II, Commodore 64 et MS-DOS. Le jeu a reçu des critiques favorables dans les magazines Computer Gaming World et Compute!.

### Adaptation cinématographique
Un projet d'adapter le roman en film est à l'étude depuis de longues années. En 2012, Vincenzo Natali annonce des possibilités de casting avec Mark Wahlberg dans le rôle de Case et Liam Neeson dans le rôle d'Armitage. Mais rien ne se concrétise par la suite.
En février 2024 est annoncée la production d'une série en 10 épisodes pour Apple TV+. Les réalisateurs sont J. D. Dillard et Graham Roland. Il est annoncé que Callum Turner interprétera le rôle de Case, Briana Middleton celui de Molly, et Mark Strong celui d'Armitage.